# John Henry Parker
John Henry Parker (Londra, 1º marzo 1806 – Oxford, 31 gennaio 1884) è stato un archeologo, saggista e editore inglese.

## Biografia
Nacque a Londra, figlio di John Parker, commerciante. Fu educato alla Manor House School, Chiswick, e fu apprendista nel 1821 da suo zio, il libraio di Oxford Joseph Parker (1774?–1850). Subentrò all'attività di suo zio nel 1832 e diresse l'azienda con grande successo: la più importante delle sue pubblicazioni fu forse la serie dei classici tascabili di Oxford.
Nel 1836 pubblicò il suo Glossario dei termini usati nell'architettura greca, romana, italiana e gotica, che, pubblicato durante il Gothic Revival in Inghilterra, ebbe una notevole influenza nell'estendere il movimento e fornì preziosa ispirazione ai giovani architetti. Nel 1848 curò la quinta edizione dell'Architettura gotica di Thomas Rickman e nel 1849 pubblicò un manuale basato sul suo precedente volume intitolato Introduzione allo studio dell'architettura gotica. Il completamento dell'architettura domestica del Medioevo di Hudson Turner attirò successivamente la sua attenzione, con la pubblicazione di tre volumi (1853–60). Pubblicò Architettura medievale di Chester nel 1858 e Antichità architettoniche della città di Wells nel 1866.
Parker è stato uno dei principali sostenitori del restauro degli edifici ecclesiastici. Nel 1863 lui e l'architetto diocesano di Oxford GE Street hanno rivisto i piani per il restauro della chiesa parrocchiale di Sant'Andrea, Chinnor. Parker progettò anche la tripletta di monofore traforate nel coro di San Nicola il Confessore, Forest Hill. Anche suo figlio James Parker (1832 o 1833–1912) esercitò la professione di architetto.
Più tardi dedicò molta attenzione alle esplorazioni della storia di Roma per mezzo di scavi, e riuscì a soddisfare se stesso della verità storica di molto comunemente considerato leggendario. Due volumi della sua Archeologia di Roma furono pubblicati a Oxford nel 1874 e nel 1876.
In riconoscimento del suo lavoro Parker fu decorato dal re Vittorio Emanuele II d'Italia e ricevette una medaglia da Papa Pio IX. Nel 1869 dotò la custodia dell'Ashmolean Museum con una somma di 250 sterline all'anno e, in base al nuovo accordo, fu nominato primo custode. Nel 1871 fu nominato CB.
In Italia uno dei principali progetti di Parker è stato quello di comporre una raccolta d'archivio di fotografie dei più grandi monumenti della città dall'epoca rinascimentale in poi. Impiegando fotografi locali, la collezione ha registrato non solo i maggiori edifici ed opere di Roma, ma anche riprese dettagliate degli scavi archeologici della fine del XIX secolo: i suoi libri abbondano di tali immagini. Nel 1893 il suo intero archivio venne distrutto in un incendio al Palazzo Della Porta Negroni Caffarelli, privando così gli archeologi moderni di una preziosa fonte di materiale.
Morì a Oxford.

## Opere
- Parker, John Henry. The Archaeology of Rome. Vol. 1. J. Parker and Company, 1874.
- Parker, John Henry. A Glossary of Terms Used in Grecian, Roman, Italian, and Gothic Architecture: The Fifth Edition, Enlarged. Exemplified by Seventeen Hundred Woodcuts. Vol. 1. John Henry Parker, 1850.
- Parker, John Henry. An introduction to the study of Gothic architecture. Parker, 1884.
- Parker, John Henry. Some account of domestic architecture in England. Vol. 3. No. 1. J. Parker, 1859.
- Parker, John Henry. The Via Sacra in Rome by John Henry Parker. Parker, 1876.
- Un manuale di modanature gotiche e ornamenti continui[2]
- Un manuale di ornamento di superficie[3]
- Un manuale di scultura su pietra gotica[4]
- John Henry Parker, Un glossario dei termini usati nell'araldica britannica. Oxford, 1847
- Un catalogo di una serie di fotografie illustrative dell'archeologia di Roma: supplemento a un catalogo, Oxford, 1867

### Ulteriori letture
- Matthew (a cura di), Oxford Dictionary of National Biography, Oxford University Press, 2004.
- Paul W Nash e Nicholas Savage, Early printed books 1478–1840: catalogue of the British Architectural Library Early Imprints Collection, vol. 3, London & Munich, Bowker-Saur, K.G. Saur, 1995,  pp. 2434-2436, ISBN 1-85739-013-X.